# Megaphorus frustrus
Megaphorus frustrus är en tvåvingeart som först beskrevs av Pritchard 1935.  Megaphorus frustrus ingår i släktet Megaphorus och familjen rovflugor. Inga underarter finns listade i Catalogue of Life.